# (26972) 1997 SM3
1997 أس أم 3 (ويعرف أيضًا باسم (26972) 1997 أس أم 3 وفق تسمية الكوكب الصغير) (بالإنجليزية: 1997 SM3)‏ هو كويكب ضمن حزام الكويكبات؛ وترتيبه 26972 من حيث الاكتشاف.
اكتُشف هذا الجُرم الفلكي بواسطة Stephen P. Laurie ‏ في 21 سبتمبر 1997.

## وصلات خارجية
- (26972) 1997 SM3 في قاعدة بيانات مختبر الدفع النفاث لأجرام النظام الشمسي الصغيرة

- الاكتشاف · مخطط المدار ·  العناصر المدارية · المعلمات المادية

- (26972) 1997 SM3 على موقع ويكي سكاي: DSS2, SDSS, GALEX, IRAS, Hydrogen α, X-Ray, Astrophoto, Sky Map, Articles and images